# Stefan Büsser
Stefan Christian Büsser (* 4. März 1985 in Zürich) ist ein Schweizer TV-Moderator, Comedian und Podcaster.

## Leben und Wirken
Büsser schloss 2004 eine Lehre als Kaufmännischer Angestellter bei der Ringier AG in Zürich ab. Danach arbeitete er als Praktikant zuerst für die Schweizer Illustrierte und danach im Teilzeit-Pensum bis 2008 bei der Boulevardzeitung Blick. Als «Blick»-Büsser war er in der Rolle des Gonzo-Praktikanten erstmals einem nationalen Publikum aufgefallen. Seine Reportagen mit Paris Hilton, Michael Jackson und anderen Prominenten machten ihn schweizweit bekannt. Parallel baute er zusammen mit Sascha Wanner eines der ersten Internetradios der Schweiz, Radio Unique, auf. Aus einem Keller im aargauischen Ort Jonen sendeten sie jede Woche in verschiedenen Formaten ihre Musik- und Talkshows. Ab 2005 war Büsser zudem als Moderator bei Radio Top in Winterthur zu hören. Er moderierte dort zuerst im Tagesprogramm und danach als Morgenshow-Moderator.
2008 wechselte er zum Zürcher Sender Energy Zürich, wo er zuerst im Tagesprogramm zu hören war. Nach dem Abgang von Jonathan Schächter übernahm Büsser die Abendsendung «Energy Downtown», die er bis Frühling 2016 moderierte. Ab 2016 moderierte Büsser beim nationalen Sender SRF 3 seine eigene Mittags-Show «Büsser am Mittag». Zusammen mit seinem Produzenten Manuel Rothmund sendete er jeweils Dienstag–Donnerstag von 12 bis 15 Uhr live aus Zürich in die ganze Schweiz. Ende August 2021 sendete Büsser das letzte Mal aus dem SRF 3 Studio. Den Donnschtig-Jass wird er weiterhin moderieren. Seit September 2022 ist er als Host in der Gesprächssendung «Focus» auf Radio SRF 3 zu hören. Während seiner Zeit beim Radio war Büsser auch immer wieder für Fernseh-Produktionen im Einsatz. So moderierte er unter anderem beim Elite Model Look Contest und war in diversen Comedy-Shows zu sehen. Für die regionalen TV-Sender duellierte er sich 2016 mit Sänger Baschi in der «Barilla Kochshow» und unterlag im Finale. Von 2017 bis 2020 moderierte er die Swiss Music Awards. 2017 und 2018 stand er zusammen mit Alexandra Maurer auf der Bühne, 2019 moderierte er den Anlass erstmals alleine.
2018 war Büsser zudem in der Dokumentation «Mission Imbüssible» zu sehen. Zusammen mit seinem Radioproduzenten Manuel Rothmund war er während zwei Wochen im Balkan auf der Spurensuche der Spieler der Schweizer Fussballnationalmannschaft mit Migrationshintergrund. Auch die Schweizer Entscheidungsshow des Eurovision Song Contest moderierte Büsser im Jahr 2018 zusammen mit Sven Epiney. Beim Finale des ESC war Büsser 2017 mit Micky Beisenherz und 2018 mit Jonny Fischer für den satirischen Zweitkanalton zuständig.
2022 wurde er Moderator der Sendung «Gipfelstürmer» auf SRF 1. Seit 2024 moderiert Büsser zudem die Late-Night-Show «Late Night Switzerland», welche dreimal monatlich jeweils Sonntags auf SRF 1 und Play SRF ausgestrahlt wird.

## Podcasts
Büsser hat diverse Podcasts lanciert. Neben Comedymänner (ehemals Quotenmänner), dem Satire-Podcast mit Michael Schweizer und Aron Herz, und dem Fussball-Podcast Ehrenrunde hat er Ende Oktober 2020 den Podcast Hockdown zur Corona-Pandemie gestartet. Der Podcast lief bis im Mai 2021, Gesprächspartner war Daniel Koch, ehemaliger Leiter der Abteilung «Übertragbare Krankheiten» beim Bundesamt für Gesundheit.

## Comedy
Büsser entwickelte eigene Comedy-Programme. 2011 feierte sein erstes Soloprogramm «Der Büsser» im Zürcher Club Kaufleuten Premiere. Es folgte eine kleine Schweizer Tournee, bevor er 2013 sein nächstes Programm, «AU(R)A», präsentierte. In dem Stück thematisierte Büsser auch erstmals öffentlich seine Krankheit Cystische Fibrose. Es folgten Auftritte im nationalen Fernsehen, unter anderem bei Giacobbo/Müller und «Comedy aus dem Labor». Von 2017 bis 2021 war Büsser mit seinem Soloprogramm «Masterarbeit» unterwegs, in dem er auch seine Videos zur Fernsehsendung «Der Bachelor» verarbeitete.

## Auszeichnungen
- 2017 wurde Büsser zum «Beliebtesten Zürcher» gewählt und spendete seine Gewinnsumme den Hilfswerken von Pfarrer Sieber.[12]